# 토머스 & 맥 센터
토머스 & 맥 센터(영어: Thomas & Mack Center)는 미국 네바다주 패러다이스에 위치한 실내 경기장이다. 과거 IHL 라스베이거스 선더의 홈경기장으로, NBA 유타 재즈의 제2홈경기장으로 사용했으면, 현재 NBA 서머리그 경기장으로 사용하고 있다. 그리고 NBA 올스타전 최초로 NBA 연고지가 없는 곳에서 열린 첫 번째 올스타 게임이다.

## NBA경기
| 날짜             | 팀1                       | 스코어    | 팀2                       | 비교       |
| ---------------- | ------------------------- | --------- | ------------------------- | ---------- |
| 1983년 11월 23일 | 시카고 불스               | 128 - 117 | 유타 재즈                 | 정규시즌   |
| 1983년 11월 29일 | 유타 재즈                 | 114 - 110 | 피닉스 선스               | 정규시즌   |
| 1983년 12월 9일  | 샌안토니오 스퍼스         | 126 - 117 | 유타 재즈                 | 정규시즌   |
| 1984년 1월 4일   | 유타 재즈                 | 116 - 111 | 휴스턴 로키츠             | 정규시즌   |
| 1984년 1월 24일  | 댈러스 매버릭스           | 123 - 115 | 유타 재즈                 | 정규시즌   |
| 1984년 1월 31일  | 유타 재즈                 | 98 - 94   | 시애틀 슈퍼소닉스         | 정규시즌   |
| 1984년 2월 7일   | 샌디에고 클리퍼스         | 109 - 103 | 유타 재즈                 | 정규시즌   |
| 1984년 3월 13일  | 유타 재즈                 | 124 - 119 | 포틀랜드 트레일블레이저스 | 정규시즌   |
| 1984년 3월 23일  | 골든스테이트 워리어스     | 115 - 104 | 유타 재즈                 | 정규시즌   |
| 1984년 4월 5일   | 로스앤젤레스 레이커스     | 129 - 115 | 유타 재즈                 | 정규시즌   |
| 1984년 4월 10일  | 유타 재즈                 | 135 - 120 | 덴버 너기츠               | 정규시즌   |
| 1984년 11월 2일  | 유타 재즈                 | 107 - 101 | 시애틀 슈퍼소닉스         | 정규시즌   |
| 1984년 12월 9일  | 유타 재즈                 | 123 - 120 | 캔자스시티 킹스           | 정규시즌   |
| 1992년 5월 3일   | 포틀랜드 트레일블레이저스 | 102 - 76  | 로스앤젤레스 레이커스     | 플레이오프 |

| NBA 올스타전 개최 경기장 |                         |                   |
| 2006년                   | 2007년 토머스 & 맥 센터 | 2008년            |
| 도요타 센터              | 2007년 토머스 & 맥 센터 | 뉴올리언스 아레나 |
|                          |                         |                   |
|                          |                         |                   |